# Yuki Yamamura
Yuki Yamamura (山村 佑樹 Yamamura Yuki?), född 1 augusti 1990 i Kanagawa prefektur, är en japansk fotbollsspelare.
Yamamura började sin karriär 2012 i Mito HollyHock. Han spelade 102 ligamatcher för klubben.